# Breakin' Down
Breakin' Down är låt och en singel av den amerikanska heavy metal-gruppen Skid Row.
Låten kommer från albumet Subhuman Race, utgivet 1995. Den skrevs helt av gitarristen Dave "The Snake" Sabo och har en typisk lugn melodi. En remix av låten finns med på samlingsalbumet 40 Seasons: The Best of Skid Row.
Låten Breakin' Down är känd för att vara med i filmen The Prophecy (1995).

## Låtlista
Alla låtar är skrivna av Skid Row där inget annat anges.
Part 1 of a 2 CD Set
1. Breakin' Down (LP version)
2. Firesign (demo version)
3. Slave to the Grind (live)
4. Monkey Business (live)

Part 2 of a 2 CD Set
1. Breakin' Down (LP version)
2. Frozen (demo version)
3. Beat Yourself Blind (live)
4. Psycho Therapy (live) - (cover av Ramones)

Tysklands utgåva
1. Breakin' Down (LP version)
2. Firesign (demo version)
3. Frozen (demo version)

## Banduppsättning
- Sebastian Bach - sång
- Dave Sabo - gitarr
- Scotti Hill - gitarr
- Rachel Bolan - bas
- Rob Affuso - trummor